# Tajemnice Zoey
Tajemnice Zoey – amerykański dramat obyczajowy z roku 2002.

## Opis fabuły
Marcia, która rozstała się z mężem Larrym, próbuje po latach przerwy zawodowej znaleźć pracę. Samotnie wychowuje szesnastoletnią córkę Zoey. Dziewczyna nie może pogodzić się z rozwodem rodziców. Coraz częściej zażywa leki, które podkrada matce i ojcu, zaczyna również kraść. Z czasem uzależnia się od narkotyków. Wkrótce Marcia odkrywa okrutną prawdę. Zwraca się o pomoc do byłego męża i pracownika opieki społecznej Mike'a Harpera. Próbują pomóc Zoey. Nastolatka trafia do centrum rehabilitacyjnego. Kiedy wraca do domu, udaje, że zerwała z nałogiem. Jednak bierze coraz więcej środków odurzających. Jej stan się pogarsza. Zoey zostaje przewieziona do szpitala.

## Obsada
- Mia Farrow – Marcia
- Julia Whelan – Zoey Carter
- Cliff De Young – Larry Carter
- Andrew McCarthy – Mike Harper
- Caroline Aaron – Mimi
- Katharine Isabelle – Kayla
- Michael Coristine – Ron
- Julie Patzwald – Julia
- Stephen E.Miller – Ian
- Walter Marsh – Smokey
- Patricja Idlette – Cora
- Betty Linde – Pani Cardona
- Paige Christina – Jan
- David Kopp – Marty
- Emily Holmes – Joan
- June B.Wilde – Mama Kayla
- Kurt Evans – Pan Byers
- Lisa Bunting – Kasjerka
- Mark Burgess – Pracownik apteki
- Don Thompson – Policjant